# Darvoy
Darvoy é uma comuna francesa na região administrativa do Centro, no departamento Loiret. Estende-se por uma área de 8,6 km². Em 2010 a comuna tinha 1 888 habitantes (densidade: 219,5 hab./km²).